# درج مداری
درج مداری یا پهلوگیری مداری (انگلیسی: Orbit insertion)، مجموعه‌ای از عملیات و مانورهای فضایی متشکل از شتاب برای پروازهای فضایی برای تنظیم حرکت فضاپیما است، که به‌ویژه برای ورود به مداری پایدار در اطراف ماه، قمر، سیاره یا سیارک، یا هر بدنهٔ دیگر آسمانی از آن استفاده می‌شود. این مانور مداری می‌تواند شامل کاهش سرعت تا کمی بالاتر از مقدار سرعت گریز بدنهٔ مربوط یا شتاب‌گیری از سرعت پایین‌تر برای رسیدن به آن نسبت سرعت گریز به سرعت باشد.
هدف از اینگونه مانورها همچنین ممکن است قرارگرفتن در یک مدار انتقال باشد. به عنوان مثال اصطلاح درج مداری نزولی وجود دارد. به این روش تزریق مداری نیز گفته می‌شود.

## کاهش سرعت
نخستین نوع درج مداری در هنگام قرار گرفتن در مدار به دور یک بدنهٔ آسمانی (غیر از زمین)، مورد استفاده قرار می‌گیرد و این به دلیل لزوم داشتن سرعتی بیش از حد سرعت مدارهای انتقال برای پیمودن فضای بین سیاره‌ای و مدار مقصد است. این کاهش سرعت بیش از حد معمولاً از طریق روش کردن موشک که به نام «سوخت درج مداری» شناخته می‌شود، حاصل می‌شود.